# Episodi di The Mysteries of Laura (seconda stagione)
La seconda e ultima stagione della serie televisiva The Mysteries of Laura è stata trasmessa in prima visione negli Stati Uniti da NBC dal 23 settembre 2015 al 2 marzo 2016.
In Italia, la stagione è stata trasmessa in prima visione assoluta dal 7 maggio al 25 giugno 2016 su Premium Stories, canale del digitale terrestre a pagamento di Mediaset Premium. In chiaro, è stata trasmessa dal 17 marzo al 5 maggio 2017 su TOP Crime.
| n° | Titolo originale                        | Titolo italiano            | Prima TV USA      | Prima TV Italia |
| -- | --------------------------------------- | -------------------------- | ----------------- | --------------- |
| 1  | The Mystery of the Taken Boy            | Il bambino rubato          | 23 settembre 2015 | 7 maggio 2016   |
| 2  | The Mystery of the Cure For Loneliness  | Una cura per la solitudine | 30 settembre 2015 | 7 maggio 2016   |
| 3  | The Mystery of the Locked Box           | La fortezza                | 7 ottobre 2015    | 14 maggio 2016  |
| 4  | The Mystery of the Convict Mentor       | Un vecchio amico           | 14 ottobre 2015   | 14 maggio 2016  |
| 5  | The Mystery Of The Watery Grave         | Il cadavere scomparso      | 21 ottobre 2015   | 21 maggio 2016  |
| 6  | The Mystery of the Dead Heat            | Caldo mortale              | 28 ottobre 2015   | 21 maggio 2016  |
| 7  | The Mystery of the Maternal Instinct    | Istinto materno            | 4 novembre 2015   | 28 maggio 2016  |
| 8  | The Mystery of the Ghost in the Machine | Un fantasma in macchina    | 18 novembre 2015  | 28 maggio 2016  |
| 9  | The Mystery of the Triple Threat        | Caccia al tesoro           | 6 gennaio 2016    | 4 giugno 2016   |
| 10 | The Mystery of the Downward Spiral      | Profumo amaro              | 13 gennaio 2016   | 4 giugno 2016   |
| 11 | The Mystery of the Unwelcome Houseguest | Un ospite poco gradito     | 20 gennaio 2016   | 11 giugno 2016  |
| 12 | The Mystery of the Morning Jog          | Jogging mattutino          | 3 febbraio 2016   | 11 giugno 2016  |
| 13 | The Mystery of the Dark Heart           | San Valentino              | 10 febbraio 2016  | 18 giugno 2016  |
| 14 | The Mystery of the Political Operation  | L'attentato                | 17 febbraio 2016  | 18 giugno 2016  |
| 15 | The Mystery of the Unknown Caller       | Numero sconosciuto         | 24 febbraio 2016  | 25 giugno 2016  |
| 16 | The Mystery of the End of Watch         | Fine turno                 | 2 marzo 2016      | 25 giugno 2016  |

## San Valentino
- Titolo originale: The Mystery Of The Dark Heart
- Diretto da: David Warren
- Scritto da: Amanda Green e Niceole R. Levy

### Trama
Il giorno di San Valentino viene trovato un cadavere in un loft. Indagando sul caso, la squadra scopre che la dinamica è uguale a quella dei delitti di San Valentino, un vecchio caso archiviato dopo la morte dell'assassino. Si mettono quindi alla ricerca del possibile emulatore.